# Ladislav Žák (fotbalista)
Ladislav Žák (* 21. dubna 1988 v Ludanicích) je slovenský fotbalový útočník, v současnosti působící v klubu OFK Nedanovce.

## Fotbalová kariéra
Svoji fotbalovou kariéru začal v OFK Metacolor Ludanice. Dále působil v: FK AS Trenčín, FC ViOn Zlaté Moravce, MFK Topoľčany a AFC Nové Mesto nad Váhom.